# Vincent de Boyer d’Éguilles
Vincent II de Boyer de Malherbe,, seigneur d'Éguilles, conseiller au Parlement de Provence, en la charge de son père (1639), est né à Aix-en-Provence le 15 août 1618, paroisse de la Madeleine, et mort à Toulon en mai 1659. Epoux en 1644 de Magdelaine de Forbin de Maynier d'Oppède, et père de Jean-Baptiste (II) de Boyer.